# Charles de Noyelle
Charles de Noyelle (Bruxelles, 28 luglio 1615 – Roma, 12 dicembre 1686) è stato un gesuita belga, preposito generale dell'ordine dal 5 luglio 1682 alla morte.

## Biografia
Nel 1661 Giovanni Paolo Oliva lo nominò suo assistente per le province tedesche: dopo la sua elezione al generalato si schierò dalla parte di papa Innocenzo XI nei suoi conflitti con Luigi XIV, intenzionato a rafforzare l'assolutismo a scapito delle prerogative papali, causando diversi problemi alla Compagnia in Francia; la posizione di compromesso adottata però nei confronti della Dichiarazione dei quattro articoli del 1682 suscitò l'indignazione del pontefice che tentò di sopprimere l'ordine impedendogli di ammettere novizi.